# Nikita Elysséeff
Nikita Elisséeff (San Pietroburgo, 1º agosto 1915 – Albigny-sur-Saône, 25 novembre 1997) è stato un linguista e orientalista francese di origine russa.
Nato a Pietrogrado nel 1915, è stato un Professore emerito dell'Università di Lione.
Figlio di Serge Elisseeff, ha scritto l'opera più approfondita su Norandino, l'atabeg di Aleppo e signore di Damasco nell'epoca compresa tra la prima  e la seconda crociata.

## Opere
- Nūr ad-Dīn : un grand prince musulman de Syrie au temps des Croisades (511-569 H./ 1118-1174), Damas, Institut français de Damas, 1967, 3 voll.
- Lemma «Nūr al-Dīn Maḥmūd b. Zankī», in The Encyclopaedia of Islam, 2nd edition, vol. VIII, pp. 130b-135b.
- "Les Monuments de Nūr ad-Dīn", su Bulletin d'études orientales, 1949 (url=https://books.google.fr/books?hl=fr&id=hqgeAAAAMAAJ).
- L'Orient musulman au Moyen Âge, Paris, A. Colin, 1977.